# Борн, Эрик
Эрик Борн (Eric Born; род. 31 августа 1970, Кройцлинген) — швейцарский дзюдоист, чемпион Швейцарии и Европы, призёр чемпионата мира, участник летних Олимпийских игр 1992 года в Барселоне.

## Карьера
Выступал в полулёгкой весовой категории (до 65 кг). В 1990—1993 годах трижды становился чемпионом Швейцарии. В 1991 году стал победителем континентального чемпионата. В 1993 году занял второе место на чемпионате мира в Гамильтоне (Канада). На Олимпийских играх в итоговом протоколе стал 36-м.